# Pertti Teurajärvi
Pertti Benjamin „Teura” Teurajärvi (ur. 20 lutego 1951 w Kolari) – fiński biegacz narciarski, dwukrotny medalista olimpijski oraz wicemistrz świata.

## Kariera
Jego olimpijskim debiutem były igrzyska w Innsbrucku w 1976 roku. Wraz z Mattim Pitkänenem, Juhą Mieto i Arto Koivisto zdobył tam złoty medal w sztafecie 4×10 km. Na tych samych igrzyskach zajął także 14. miejsce w biegu na 15 km oraz 24. miejsce w biegu na 50 km. Cztery lata później, podczas igrzysk olimpijskich w Lake Placid wraz z Harrim Kirvesniemim, Juhą Mieto i Mattim Pitkänenem wywalczył kolejny medal w sztafecie, tym razem brązowy. Ponadto w biegu na 15 km zajął 20. miejsce, a na dystansie 50 km był osiemnasty. Na kolejnych igrzyskach już nie startował.
Startował także na mistrzostwach świata w Lahti w 1978 roku. Fińska sztafeta w składzie: Esko Lähtevänoja, Juha Mieto, Pertti Teurajärvi i Matti Pitkänen zdobyła srebrny medal, ustępując jedynie reprezentantom Szwecji. Na tych mistrzostwach wystartował także w biegu na 15 km zajmując 12. miejsce.
Teurajärvi jest także wielokrotnym medalistą mistrzostw Finlandii. Zdobył jeden złoty, jedenaście srebrnych oraz pięć brązowych medali na tych mistrzostwach. Jest siostrzeńcem Eero Mäntyranty.

## Osiągnięcia

### Igrzyska olimpijskie
| Miejsce | Dzień     | Rok  | Miejscowość | Konkurencja             | Czas biegu | Strata   | Zwycięzca        |
| ------- | --------- | ---- | ----------- | ----------------------- | ---------- | -------- | ---------------- |
| 14.     | 8 lutego  | 1976 | Innsbruck   | 15 km stylem klasycznym | 43:58,47   | +2:06,37 | Nikołaj Bażukow  |
| 1.      | 11 lutego | 1976 | Innsbruck   | Sztafeta 4 × 10 km      | 2:07:59,72 | -        | -                |
| 27.     | 14 lutego | 1976 | Innsbruck   | 50 km stylem klasycznym | 2:37:30,05 | +9:55,55 | Ivar Formo       |
| 20.     | 17 lutego | 1980 | Lake Placid | 15 km stylem klasycznym | 41:57,63   | +2:01,45 | Thomas Wassberg  |
| 3.      | 20 lutego | 1980 | Lake Placid | Sztafeta 4 × 10 km      | 1:57:03,46 | +2:56,72 | ZSRR             |
| 18.     | 23 lutego | 1980 | Lake Placid | 50 km stylem klasycznym | 2:27:24,60 | +9:18,48 | Nikołaj Zimiatow |

### Mistrzostwa świata
| Miejsce | Dzień     | Rok  | Miejscowość | Konkurencja             | Czas biegu | Strata   | Zwycięzca         |
| ------- | --------- | ---- | ----------- | ----------------------- | ---------- | -------- | ----------------- |
| 12.     | 22 lutego | 1978 | Lahti       | 15 km stylem klasycznym | 49:09.37   | +1:21,96 | Józef Łuszczek    |
| 3.      | 23 lutego | 1978 | Lahti       | Sztafeta 4 × 10 km      | 2:05:17.63 | +11.32   | Szwecja           |
| 15.     | 26 lutego | 1978 | Lahti       | 50 km stylem klasycznym | 2:46:43,06 | +7:42,05 | Sven-Åke Lundbäck |

### Puchar Świata

#### Miejsca w klasyfikacji generalnej
- sezon 1981/1982: 39.